# Jamides uniformis
Jamides uniformis är en fjärilsart som beskrevs av Rothschild 1915. Jamides uniformis ingår i släktet Jamides och familjen juvelvingar. Inga underarter finns listade i Catalogue of Life.